# Jan Annerborn
Jan Annerborn, född 30 augusti 1956 i Sandvikens stad, är en svensk bildkonstnär och ljudkonstnär.
Han var mottagare av Ahlbäckpriset 2007.
Han utbildade sig som konstnär på Konstfack, Stockholm, Bildlärarutbildning inriktning media 1996–1999.